# دهستان اکرم‌آباد
دهستان اکرم‌آباد، یکی از دهستان‌های بخش اکرم‌آباد شهرستان یزد در استان یزد ایران است. مرکز این دهستان، روستای اکرم‌آباد است.

## جمعیت
بر پایه سرشماری عمومی نفوس و مسکن در سال ۱۳۹۵، جمعیت دهستان اکرم‌آباد برابر با ۱۹،۵۰۲ نفر بوده است.